# 전설의 용자의 전설
《전설의 용자의 전설》(伝説の勇者の伝説 덴세쓰노유샤노덴세쓰[*], 약칭 : 전용전(伝勇伝 덴유덴[*]))은 일본의 가가미 다카야가 집필한 라이트노벨 및 이를 원작으로 한 만화, 애니메이션이다. 대한민국에서는 애니메이션이 《마법전사 라이너》라는 제목으로 2011년 3월 19일부터 2011년 9월 10일까지 방영되었다.

## 줄거리
롤랜드 제국 왕립 특수학원의 학생인 라이너 류트는 언제나 자기만 하고 무기력한 열등생이다. 낮잠만 자며 지내기를 바라지만, 어느날 적국인 에스타블 왕국이 전쟁을 일으키자 라이너와 그의 친구들은 전쟁에 휘말려 동료의 대부분을 잃게 된다. 전쟁 후 시온과 함께 롤랜드를 구하기 위해 길을 나선 라이너지만 롤랜드에는 대륙을 가리는 어둠이 드리우기 시작하였다.

## 종합녹음제작
※ 성우는 일본 / 한국 순.
- 라이나(ライナ・リュート 라이나 류토[*], Ryner Lute 라이나 류트[*])

성우 - 후쿠야마 준(소년기 : 오우라 후유카) / 강수진
본 작품의 주인공이자, 사람들로부터 공포와 경멸을 당하는 복사안 '알파 스티그마'의 소유자. 로랜드 왕국 내에서 최고의 마법사로 여겨지고 있으나 본인은 언제나 귀찮은 듯 한 얼굴에 매사에 의욕이 없어 보이는 만년 무기력남이고, 취미는 낮잠.
그가 가진 복사안의 능력은 한 번 본 마법을 그대로 따라 할 수 있고, 마법이 걸린 대상의 마법 구조도를 파악할 수 있다고 한다. 그러나 외부의 큰 정신적 충격을 받으면, 이성이 끊긴 채 모든 걸 파괴하는 괴물이 되어버린다.
로랜드 왕국의 왕이자 친구인 시온의 명으로 '용자의 유물'을 찾으러, 감시 및 호위 겸 파트너인 페리스와 대륙을 여행한다.
- 페리스(フェリス・エリス 훼리스 에리스[*], Ferris Eris 페리스 에리스[*])

성우 - 다카가키 아야히 / 소연
시온의 명(?)으로 라이나와 같이 '용자의 유물'을 찾는 여행을 계속 하고 있는 소녀. 그녀의 가문은 대대로 로랜드 왕국 왕의 경비를 담당해 온 가문으로, 그래서 그녀는 가냘픈 외모에선 상상할 수 없는 전투 실력을 가지고 있다. 금발벽안의 미소녀이나 성격이 방약무인한 성격에 사디스트같은 면모를 지니고 있으며, 평소에는 자신의 감정을 잘 드러내지 않는다.
과거에 오빠의 명으로, 암살 위기에 처한 시온을 구해 준 후 시온으로부터 동료가 되어달라는 부탁을 받아 그와 친하게 지내게 된다.
좋아하는 음식은 경단이며, 경단에 대한 애착이 강해 경단을 위해선 무슨 일도 서슴지 않는다고 한다.
- 시온(シオン・アスタール 시온 아스타르[*], Sion Astal 시온 아스탈[*])

성우 - 오노 다이스케(소년기 : 고바시 도모코) / 김승준
- 이리스(イリス・エリス 이리스 에리스[*], Iris Eris 이리스 에리스[*])

성우 - 무라타 도모사
- 카르네(カルネ・カイウェル 가르네 가이웨르[*], Calne Kaiwal 칼네 카이왈[*])

성우 - 사와시로 미유키 / 남도형
- 크라우(クラウ・クロム 구라우 구로무[*], Claugh Klom 크라우 크롬[*])

성우 - 이마루오카 아츠시
- 밀크(ミルク・カラード 미르크 가라도[*], Milk Callaud 밀크 케러드[*])[1]

성우 - 후지타 사키 / 서지연
- 프로워드(ミラン・フロワード 미란 후로와도[*], Miran Froaude 밀란 프로워드[*])

성우 - 스와베 준이치 / 홍진욱
- 루실(ルシル・エリス 루시루 에리스[*], Lucile Eris 루실 에리스[*])

성우 - 스기타 토모카즈 / 최정호
- 노아
- 소피

성우 - 무라타 토모사 / 최하나
- 샤칸

## TV 애니메이션

### 제작진
- 원작 : 가가미 다카야 (후지미 판타지아 문고/후지미 쇼보)
- 감독 : 가와사키 이쓰로
- 조감독 : 다카야나키 요시유키 (13화 ~24화)
- 기획 : 유경탁, 한상혁, 시바타 유이
- 시리즈 구성 : 요시무라 기요코
- 스토리 라인 : 정봉기
- 스토리 보드 아트 : 가와사키 이쓰로
- 캐릭터 원안 : 도요타 사오리
- 캐릭터 디자인 : 시마자와 노리코
- 세트 디자인 : 아오키 토모유키
- 디자인웍스 : 이와나가 요시노리
- 미술감독 : 히가시 쥰이치
- 색채설계 : 가와카미 요시미
- 촬영감독 : 쿠치바 타케시
- 편집 : 히라키 다이스케
- 음악 : 나카무라 미유
- 음향감독 :이와나미 요시카즈
- 프로듀서 : 타치자키 타카후미, 정현아, 카토 마사즈미, 아리나가 신지, 이토 요시유키, 카와사키 토모코
- 애니메이션제작 : ZEXCS
- 제작 : 전용전제작위원회 (T.O 엔터테인먼트, SK 인디펜던스, 미디어팩토리, 카도카와 콘텐츠 게이트, 란티스)
- 기획 프로듀서 : 목훈, 정현아
- 프로듀서 : 김현선, 김불
- 번역 : 허상희
- 레이아웃 : 노랑, 노경환, 신효진, 금중호, 한문성, 정학용, 김용환, 김태운, 안정표, 유순정, 최선희, 이연화, 박효정, 이창현, 고한석, 이태형, 정석구, 김선식
- 동화 체크 : 강경민, 박희경, 오쿠보 마이, 미카미 요시코, 후지키 나나
- 동화 : 장봉철, 최은영, 김경모, 김찬희, 박경숙, 장윤영, 김석원, 김문석, 이정순, 고윤아, 목영준, 이양상, 노은지, 남궁정희
- 채색 : 명재환, 김애경, 전민수, 김정은, 소정호, 김성희, 안윤미, 박선식, 나호윤, 이태운
- 배경 디자인 : 이승현
- 배경 : 고주정, 김민희, 김소영, 김선자, 박수정, 반선희, 배영운, 우현철, 유상하
- 촬영 : 신혜정, 김인태, 김정훈, 김호운, 윤재호, 박민규, 이아름, 김석용
- 편집 : 이민제, 이정원, 김주황
- 타이틀 로고 디자인 : 이민제
- CG 리터칭 : 김지찬, 김수연, 유철호, 정세은
- 온라인 홍보 : 유지선, 정일모
- HD 편집 : SBA 서울애니메이션센터, 전대현, 함종민
- 포스트 프로덕션 : KBS 미디어
- 연출 : 이원희
- 녹음 : 안호성
- 종합 편집 : 윤수야
- CG : 권미정

### 주제가
한국
오프닝 테마
「Sink Hole」(원곡 - 국카스텐 〈Sink Hole〉)
개사 - 이원희 / 작곡 - 국카스텐 / 노래 - 이정열

엔딩 테마
「Mandrake」(원곡 - 국카스텐 〈Mandrake〉)
개사 - 이원희 / 작곡 - 국카스텐 / 노래 - 이정열
제작 협조 - 나래하제(1화)
일본
오프닝 테마
「LAMENT ~やがて喜びを~」（1화 ~ 12화）
작사 - 하타 아키 / 작곡・편곡 - 니지네 / 노래 - 유키 아이라
「Last Inferno」（13화 ~ 24화）
작사 - Ceui / 작곡 - 오다카 코타로・Ceui / 편곡 - 오다카 코타로 / 노래 - Ceui

엔딩 테마
「Truth Of My Destiny」（1화 ~ 12화）
작사 - Ceui / 작곡 - 오다카 코타로・Ceui / 편곡 - 오다카 코타로 / 노래 - Ceui
「光のフィルメント」（13화 ~ 24화）
작사 - riya / 작곡・편곡 - 키쿠치 하지메 / 노래 - 다카가키 아야히

삽입곡
「Energy」（23화）
작사・작곡 - Ceui / 편곡 - 오다카 코타로 / 노래 - Ceui

### TV 도쿄
| 회차              | 방송일           | 주제                           |
| ----------------- | ---------------- | ------------------------------ |
| 1화               | 2010년 7월 1일   | 昼寝王国の野望                 |
| 2화               | 2010년 7월 8일   | 英雄と寝ぼけ男                 |
| 3화               | 2010년 7월 15일  | 複写眼（アルファ・スティグマ） |
| 4화               | 2010년 7월 22일  | ライナ・レポート               |
| 5화               | 2010년 7월 29일  | 目覚め始めた世界               |
| 6화               | 2010년 8월 5일   | 暗がりに潜む者                 |
| 7화               | 2010년 8월 12일  | その手を離さない               |
| 8화               | 2010년 8월 19일  | エスタブール反乱               |
| 9화               | 2010년 8월 26일  | 忘却欠片（ルール・フラグメ）   |
| 10화              | 2010년 9월 2일   | 夕暮れ                         |
| 11화              | 2010년 9월 9일   | 悪魔の子                       |
| 12화              | 2010년 9월 16일  | 大掃除の宴                     |
| 13화              | 2010년 9월 23일  | 北の勇者王                     |
| 14화              | 2010년 9월 30일  | 誰も、なにも失わない世界       |
| 15화              | 2010년 10월 7일  | きる・ざ・きんぐ               |
| 15.5화 （총집편） | 2010년 10월 14일 | いりす・れぽ〜と               |
| 16화              | 2010년 10월 21일 | 微笑まない女神                 |
| 17화              | 2010년 10월 28일 | 殲滅眼（イーノ・ドウーエ）     |
| 18화              | 2010년 11월 4일  | 呪われた瞳                     |
| 19화              | 2010년 11월 11일 | 行方知れずの恩知らず           |
| 20화              | 2010년 11월 18일 | 絶望に埋めつくされない心       |
| 21화              | 2010년 11월 25일 | ローランドの闇                 |
| 22화              | 2010년 12월 2일  | αという名の獣                  |
| 23화              | 2010년 12월 9일  | 最後の日                       |
| 최좋화(24)        | 2010년 12월 16일 | 遠い日の約束                   |

### KBS 1TV
| 회차       | 방송일          | 주제                      |
| ---------- | --------------- | ------------------------- |
| 1화        | 2011년 3월 19일 | 잠자는 왕국의 야망        |
| 2화        | 2011년 3월 26일 | 눈뜨기 시작한 세계        |
| 3화        | 2011년 4월 2일  | 그림자를 움직이는 손      |
| 4화        | 2011년 4월 9일  | 영웅과 잠꾸러기 사나이    |
| 5화        | 2011년 4월 23일 | 악마의 눈을 가진 사나이   |
| 6화        | 2011년 4월 30일 | 출발 용사의 유물을 찾아라 |
| 7화        | 2011년 5월 7일  | 대장님 우리 대장님        |
| 8화        | 2011년 5월 14일 | 에스타블 왕국의 반란      |
| 9화        | 2011년 5월 21일 | 용사의 유물을 쫓는 자     |
| 10화       | 2011년 5월 28일 | 악마는 없다               |
| 11화       | 2011년 6월 4일  | 신을 향한 분노            |
| 12화       | 2011년 6월 11일 | 대륙에 부는 바람          |
| 13화       | 2011년 6월 18일 | 북쪽의 영웅왕             |
| 14화       | 2011년 6월 25일 | 아무도 잃지 않는 세계     |
| 15화       | 2011년 7월 2일  | 엇갈리는 꿈               |
| 16화       | 2011년 7월 9일  | 이리스 보고서             |
| 17화       | 2011년 7월 16일 | 미소 짓지 않는 여신       |
| 18화       | 2011년 7월 23일 | 또 하나의 악마            |
| 19화       | 2011년 7월 30일 | 벌거벗은 진실             |
| 20화       | 2011년 8월 6일  | 신의 눈을 가진 사람들     |
| 21화       | 2011년 8월 13일 | 아름다운 동행             |
| 22화       | 2011년 8월 20일 | 암흑의 그림자             |
| 23화       | 2011년 8월 27일 | 알파라는 이름의 괴수      |
| 24화       | 2011년 9월 3일  | 최후의 날                 |
| 최종화(25) | 2011년 9월 10일 | 미래를 향한 약속          |

### 국내 방영의 문제점
《전설의 용자의 전설》이 대한민국 내에서 방송을 시작하자 마자 몇 가지 문제점이 지적되었다.
- 원제인 《전설의 용자의 전설》이 한국어 문법에 맞지 않다는 이유로 제목을 《마법전사 라이너》로 변경했다.[3]
- 다소 폭력적인 내용을 편집을 하면서 원작의 분위기가 나지 않게 되었다.[3]
- 일부 내용이 완전히 방송되지 않았다.
- 유명 가수의 노래를 개사하면서 주제가의 수준이 크게 떨어졌다.
- SPP 2010(서울프로모션플랜 2010)에 출품한 프로모션 영상을 보면 당시의 제목은 용사의 전설이라는 타이틀이었으며 오프닝 테마로 국카스텐의 Sink Hole이 원곡 그대로 사용된 것을 볼 수 있다.[4] 국카스텐의 1집 앨범 수록곡인 Sink Hole과 Mandrake를 원곡 그대로 각각 오프닝과 엔딩 테마로 사용할 예정이었으나 실제 방영이 이루어지면서 원곡 그대로가 아닌 가수와 가사를 변경하여 악곡만 빌려온 형태가 되었다. 이후 SK 인디펜던스의 담당 PD는 자신의 블로그에 직접 최초심의 당시에 제작된 오프닝과 엔딩 영상을 공개하였다.[5] 또한 일본에서 심야에 방영하던 것과는 달리 국내에서는 KBS 1TV에서 주말 오후에 방영을 하면서 편집이 많이 이루어지게 되었다.

이에 대해 제작진 측은 위의 작품을 홍보하기 위해 방송 순서를 변경하였다고 해명하였으며, 주제가에 대한 한 네티즌의 의견에 대해 조만간 주제가가 교체될 수 있음을 시사하였다.
한편, 엔딩 크레딧에 나래하제가 포함되어 있는 것에 대해 본 주제가와 무관한 단체로 본인과의 친분이 있는 회원들로부터 조언을 받은 것에 감사하다는 의미로 크레딧에 포함하였다고 해명하였다. 이에 따라 2화분부터 나래하제가 엔딩 크레딧에서 제외되었다.